# 魯塞尼亞禮天主教穆卡切沃教區
魯塞尼亞禮天主教穆卡切沃教區（拉丁語：Eparchia Munkacsiensis）是烏克蘭一個東儀天主教教區（魯塞尼亞禮），直屬聖座。
教區於1771年9月19日成立，位於外喀爾巴阡州，教座位於州府烏日霍羅德，2010年時有380,000名教友、402個堂區和261名司鐸。
現任教區主教為道生會會士提奧多·馬特薩普拉